# Rajon Witowka
Der Rajon Witowka (ukrainisch Вітовський район/Witowskyj rajon; russisch Витовский район/Witowski rajon) war eine administrative Einheit in der Oblast Mykolajiw im Süden der Ukraine. Das Zentrum des Rajons war die Stadt Mykolajiw (diese war jedoch selbst kein Teil des Rajons).

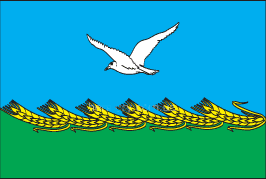
Flagge des Rajons

## Geographie
Der Rajon lag im Süden der Oblast Mykolajiw, er grenzte im Norden an den Rajon Baschtanka, im Osten an den Rajon Snihuriwka, im Süden an den Rajon Biloserka (in der Oblast Cherson), im Südwesten an den Dnepr-Bug-Liman, im Westen an die Stadt Mykolajiw sowie im Nordwesten an den Rajon Nowa Odessa.
Durch das ehemalige Rajonsgebiet fließen der Inhul sowie der Inhulez-Kanal, im Südwesten erstreckt sich der Bug-Liman, das Gebiet ist sehr flach mit Höhenlagen zwischen 10 und 60 Metern (höchste Erhebung 102 Meter) und wird durch das Schwarzmeertiefland geprägt.

## Geschichte
Der Rajon entstand 1923 unter dem Namen Rajon Bohojawlensk, nach der Umbenennung des namensgebenden Rajonszentrums Bohojawlensk (Богоявленськ) in Schowtnewe im Jahre 1938 erfolgte auch die Umbenennung des Rajons in Rajon Schowtnewe (ukrainisch Жовтневий район/Schowtnewyj rajon; russisch Жовтневый район/Schowtnewy raion). Schowtnewe wurde am 27. Dezember 1973 ein Teil der Oblasthauptstadt Mykolajiw, der Rajon blieb aber weiterhin unter seinem Namen bestehen, seit 1991 ist er Teil der heutigen Ukraine. Am 19. Mai 2016 wurde der Rajon unter Bezugnahme auf den alten Namen von Bohojawlensk/Schowtnewe, bis 1789 Witowka/Вітовка in Rajon Witowka umbenannt.
Am 17. Juli 2020 kam es im Zuge einer großen Rajonsreform zum Anschluss des Rajonsgebietes an den Rajon Mykolajiw.

## Administrative Gliederung
Auf kommunaler Ebene war der Rajon in zwei Siedlungsratsgemeinden und 19 Landratsgemeinden unterteilt, denen jeweils einzelne Ortschaften untergeordnet waren.
Zum Verwaltungsgebiet gehörten:
- 2 Siedlungen städtischen Typs
- 30 Dörfer
- 12 Siedlungen

### Siedlung städtischen Typs
| Siedlungen städtischen Typs | Siedlungen städtischen Typs | Siedlungen städtischen Typs     |
| Name                        | Name                        | Name                            |
| ukrainisch transkribiert    | ukrainisch                  | russisch                        |
| --------------------------- | --------------------------- | ------------------------------- |
| Perwomajske                 | Первомайське                | Первомайское (Perwomaiskoje)    |
| Woskressenske               | Воскресенське               | Воскресенское (Woskressenskoje) |

### Dörfer und Siedlungen
| Dörfer                                        | Dörfer                              | Dörfer                                                                    | Dörfer               |
| Name                                          | Name                                | Name                                                                      | Gemeindezuordnung    |
| ukrainisch transkribiert                      | ukrainisch                          | russisch                                                                  | Gemeindezuordnung    |
| --------------------------------------------- | ----------------------------------- | ------------------------------------------------------------------------- | -------------------- |
| Bilosirka (bis 2016 Barmaschowe)              | Білозірка (Бармашове)               | Белозёрка (Belosjorka)/Бармашово (Barmaschowo)                            | Bilosirka            |
| Blahodatne (bis 2016 Komsomolske)             | Благодатне (Комсомольське)          | Благодатное (Blagodatnoje)/Комсомольское (Komsomolskoje)                  | Partysanske          |
| Dobra Nadija                                  | Добра Надія                         | Добрая Надия (Dobraja Nadija)                                             | Karawelowe           |
| Halyzynowe                                    | Галицинове                          | Галицыново (Galizynowo)                                                   | Halyzynowe           |
| Jasna Poljana                                 | Ясна Поляна                         | Ясная Поляна (Jasnaja Poljana)                                            | Karawelowe           |
| Kalyniwka                                     | Калинівка                           | Калиновка (Kalinowka)                                                     | Kalyniwka            |
| Kostjantyniwka                                | Костянтинівка                       | Константиновка (Konstantinowka)                                           | Nowomykolajiwka      |
| Kotljarewe                                    | Котляреве                           | Котлярёво (Kotljarjowo)                                                   | Kotljarewe           |
| Lymany                                        | Лимани                              | Лиманы (Limany)                                                           | Lymany               |
| Luparewe                                      | Лупареве                            | Лупарево (Luparewo)                                                       | Lymany               |
| Mischkowo-Pohorilowe                          | Мішково-Погорілове                  | Мешково-Погорелово (Meschkowo-Pogorelowo)                                 | Mischkowo-Pohorilowe |
| Mychajlo-Laryne                               | Михайло-Ларине                      | Михайло-Ларино (Michailo-Larino)                                          | Mychajlo-Laryne      |
| Mykolajiwske                                  | Миколаївське                        | Николаевское (Nikolajewskoje)                                             | Mykolajiwske         |
| Myrne                                         | Мирне                               | Мирное (Mirnoje)                                                          | Myrne                |
| Nowohryhoriwka                                | Новогригорівка                      | Новогригоровка (Nowogrigorowka)                                           | Schewtschenkowe      |
| Nowomykolajiwka                               | Новомиколаївка                      | Новониколаевка (Nowonikolajewka)                                          | Nowomykolajiwka      |
| Noworuske                                     | Новоруське                          | Новорусское (Noworusskoje)                                                | Kotljarewe           |
| Nowoseliwka                                   | Новоселівка                         | Новосёловка (Nowosjolowka)                                                | Perwomajske          |
| Oleniwka                                      | Оленівка                            | Оленовка (Olenowka)                                                       | Selenyj Haj          |
| Partysanske                                   | Партизанське                        | Партизанское (Partisanskoje)                                              | Partysanske          |
| Peressadiwka                                  | Пересадівка                         | Пересадовка (Peressadowka)                                                | Peressadiwka         |
| Prybuske                                      | Прибузьке                           | Прибугское (Pribugskoje)                                                  | Prybuske             |
| Schewtschenkowe                               | Шевченкове                          | Шевченково (Schewtschenkowo)                                              | Schewtschenkowe      |
| Schewtschenkowe                               | Шевченкове                          | Шевченково (Schewtschenkowo)                                              | Kotljarewe           |
| Selenyj Haj                                   | Зелений Гай                         | Зелёный Гай (Seljony Gai)                                                 | Selenyj Haj          |
| Sorja                                         | Зоря                                | Заря (Sarja)                                                              | Schewtschenkowe      |
| Stepowe (bis 2016 Worowske)                   | Степове (Воровське)                 | Степовое (Stepowoje)/Воровское (Worowskoje)                               | Hrejhowe             |
| Tscherwone                                    | Червоне                             | Червоное (Tscherwonoje)                                                   | Hrejhowe             |
| Ukrajinka                                     | Українка                            | Украинка (Ukrainka)                                                       | Ukrajinka            |
| Wodokatschka (bis 2016 Petriwske)             | Водокачка (Петрівське)              | Водокачка/Петровское (Petrowskoje)                                        | Hrejhowe             |
| Siedlungen                                    |                                     |                                                                           |                      |
| Horochiwka                                    | Горохівка                           | Гороховка (Gorochowka)                                                    | Woskressenske        |
| Hrejhowe                                      | Грейгове                            | Грейгово (Greigowo)                                                       | Hrejhowe             |
| Kapustyne                                     | Капустине                           | Капустино (Kapustino)                                                     | Karawelowe           |
| Karawelowe (bis 2016 Kolariwka)               | Каравелове (Коларівка)              | Каравеллово (Karawellowo)/Коларовка (Kolarowka)                           | Karawelowe           |
| Kwitnewe                                      | Квітневе                            | Квитневое (Kwitnewoje)                                                    | Perwomajske          |
| Lutsch                                        | Луч                                 | Луч                                                                       | Schewtschenkowe      |
| Polihon                                       | Полігон                             | Полигон (Poligon)                                                         | Polihon              |
| Sajtschiwske                                  | Зайчівське                          | Зайчевское (Saitschewskoje)                                               | Karawelowe           |
| Sasillja                                      | Засілля                             | Заселье (Saselje)                                                         | Perwomajske          |
| Stepowa Dolyna                                | Степова Долина                      | Степовая Долина (Stepowaja Dolina)                                        | Prybuske             |
| Swjatomykolajiwka (bis 2016 Pamjat Komunariw) | Святомиколаївка (Пам'ять Комунарів) | Святониколаевка (Swjatonikolajewka)/Память Коммунаров (Pamjat Kommunarow) | Mischkowo-Pohorilowe |
| Wodnyk                                        | Водник                              | Водник (Wodnik)                                                           | Polihon              |